# 許食堂
《許食堂》（韓語：허식당）於2025年3月24日首播的韓國電視劇。改編全善英作家同名熱門網路漫畫，由吳煥民、金敬恩擔任導演。台灣線上OTT平台由friDay影音起每週一、二獨家上線。

## 劇情概要
一部奇幻浪漫喜劇，講述朝鮮王朝問題人物許筠，因遇害穿越到400年後的現代，無意中開了一家餐館的故事。

## 演員陣容

### 主要人物
- 金珉錫（童年：崔恩俊） 飾演 許筠

號 蛟山，過目不忘、文筆很好被流放的天才，在遇害時，從朝鮮穿越到現代。
- 秋昭貞 飾演 酒母 / 奉恩實

(現代)連招牌都沒有的有名善心餐廳老闆女兒，充滿著正義感。
- 李洗蘊（童年：李施温）  飾演 李爾瞻 / 李赫

(朝鮮)號 觀松，大司縣令監，只要下定決心，就會不擇手段達成。
(現代)到來餐廳老闆兼主廚，畢業於世界頂尖烹飪學校，獲得最年輕的韓國料理大師稱號。
- 李垂珉（童年：申妍雨） 飾演 梅窗 / 鄭美率

(朝鮮)朝鮮第一藝伎，與許筠從小認識。
(現代)以童星身份出道，拍大量韓國廣告的明星，卻有著不為人知的秘密。

### 其他人物
- 吳智昊 飾演 刺客 / 姜刑警

(朝鮮)李爾瞻派來殺許筠的刺客。
(現代)調查恩實媽媽受傷的刑警。
- 禹賢 飾演 神秘老翁 / 拾荒老人

(朝鮮)孤僻平民老人，許筠被刺殺時，在旁念咒語，使他穿越到現代。
(現代)假扮拾荒老人跟在許筠周圍。
- 金姬貞 飾演 奉恩實的媽媽

幫助弱勢的有名無招牌善心餐廳老闆。
- 文正基 飾演 鄭美率的經紀人
- 李廷鎮 飾演 秘書長
- 張義敦 飾演 到來餐廳股東

### 朝鮮王朝
- 崔元明 飾演 光海君[8]

## 收視率
| 集數 | 播出日期      | AGB全國收視率 |
| ---- | ------------- | ------------- |
| 1    | 2025年3月29日 | 0.3%          |
| 1    | 2025年3月29日 | 0.2%          |
| 2    | 2025年3月30日 | 0.2%          |
| 2    | 2025年3月30日 | —             |
| 3    | 2025年4月5日  | 0.2%          |
| 3    | 2025年4月5日  | —             |
| 4    | 2025年4月6日  | 0.2%          |
| 4    | 2025年4月6日  | —             |
| 5    | 2025年4月12日 | 0.2%          |
| 5    | 2025年4月12日 | 0.1%          |
| 6    | 2025年4月13日 | 0.2%          |
| 6    | 2025年4月13日 | —             |
| 7    | 2025年4月19日 | 0.4%          |
| 7    | 2025年4月19日 | 0.3%          |
| 8    | 2025年4月20日 | 0.3%          |
| 8    | 2025年4月20日 | —             |
| 9    | 2025年4月26日 | 0.4%          |
| 9    | 2025年4月26日 | 0.1%          |
| 10   | 2025年4月27日 | 0.2%          |
| 10   | 2025年4月27日 | —             |

## 外部連結
- Daum上《許食堂》的資料
- 《許食堂》在HanCinema的页面（英文）